# Copa do Mundo de Voleibol Feminino de 1999
A Copa do Mundo de Voleibol Feminino de 1999 foi a 8.ª edição desta competição organizada pela Federação Internacional de Voleibol (FIVB). Foi uma competição de voleibol disputado de 2 a 16 de novembro de 1999, sediada no Japão com partidas disputadas em 8 cidades: Tóquio, Kanazawa, Okayama, Sendai, Toyama, Sapporo, Nagoia e Osaka. O torneio foi composto por 12 seleções nacionais na luta pelo título e vaga assegurada para os Jogos Olímpicos de Verão de 2000 em Sydney.
As equipes foram qualificadas da seguinte forma: País-sede Japão, que desde 1977 é o tradicional anfitrião da competição, campeões continentais e vice-campeões da Europa, Ásia, NORCECA e América do Sul, campeão continental da África, mais duas equipes curingas nomeadas conjuntamente pela FIVB e a Associação Japonesa de Voleibol. Todas as equipes jogando um único turno com total de 66 jogos, organizados em dois grupos paralelos (grupo A e grupo B), disputando nas 8 cidades sedes.
Cuba conquistou o título ao vencer todas as onze partidas disputadas, Rússia e Brasil respectivamente ficaram com as medalha de prata e bronze.

## Equipes participantes
| - Japão — País-sede - Tunísia — Campeão Africano - China — Campeão Asiático - Rússia — Campeão Europeu - Cuba — Campeão da NORCECA - Brasil — Campeão Sul-Americano | - Coreia do Sul — Vice-campeão Asiático - Croácia — Vice-campeão Europeu - Estados Unidos — Vice-campeão da NORCECA - Argentina — Vice-campeão Sul-Americano - Itália — Convidado - Peru — Convidado |

## Primeira rodada

### Grupo A
- Local: Yoyogi National Gymnasium em Tóquio
  - Terça-feira 2 de novembro

|        |       |                |                         |  |
| Rússia | 3 – 0 | Estados Unidos | 25-20 25-17 25-19       |  |
| Itália | 0 – 3 | Coreia do Sul  | 23-25 12-25 19-25       |  |
| Japão  | 3 – 1 | Argentina      | 23-25 25-15 25-13 25-19 |  |

- - Quarta-feira 3 de novembro

|                |       |           |                               |  |
| Coreia do Sul  | 1 – 3 | Rússia    | 16-25 20-25 25-23 23-25       |  |
| Itália         | 3 – 1 | Argentina | 22-25 25-14 25-19 25-09       |  |
| Estados Unidos | 2 – 3 | Japão     | 25-20 25-23 23-25 17-25 13-15 |  |

- - Quinta-Feira 4 de novembro

|           |       |                |                   |  |
| Argentina | 0 – 3 | Estados Unidos | 25-27 22-25 17-25 |  |
| Rússia    | 3 – 0 | Itália         | 25-22 27-25 25-23 |  |
| Japão     | 0 – 3 | Coreia do Sul  | 17-25 19-25 19-25 |  |

### Grupo B
- Local: Okayama General and Cultural Gymnasium em Okayama
  - Terça-feira 2 de novembro

|        |       |         |                         |  |
| Brasil | 3 – 0 | Croácia | 25-21 25-16 25-22       |  |
| Cuba   | 3 – 0 | Tunísia | 25-13 25-08 25-08       |  |
| China  | 3 – 1 | Peru    | 27-29 25-15 25-20 25-18 |  |

- - Quarta-feira 3 de novembro

|         |       |         |                         |  |
| Brasil  | 3 – 0 | Peru    | 25-17 25-15 25-16       |  |
| Tunísia | 0 – 3 | Croácia | 07-25 15-25 10-25       |  |
| Cuba    | 3 – 1 | China   | 27-25 25-18 21-25 25-21 |  |

- - Quinta-feira 4 de novembro

|         |       |         |                         |  |
| Brasil  | 0 – 3 | Cuba    | 27-29 21-25 14-25       |  |
| Croácia | 3 – 1 | Peru    | 25-18 25-21 22-25 25-23 |  |
| China   | 3 – 0 | Tunísia | 25-09 25-12 25-17       |  |

## Segunda rodada

### Grupo A
- Local: Hokkaido Prefectural Sports Center em Sapporo
  - Sábado 6 de novembro

|               |       |                |                               |  |
| Coreia do Sul | 3 – 2 | Estados Unidos | 16-25 25-13 25-21 24-26 18-16 |  |
| Rússia        | 3 – 1 | Argentina      | 25-12 25-19 31-33 25-14       |  |
| Japão         | 3 – 2 | Itália         | 18-25 25-16 25-23 21-25 15-11 |  |

- - Domingo 7 de novembro

|               |       |                |                         |  |
| Coreia do Sul | 3 – 0 | Argentina      | 25-19 25-20 25-21       |  |
| Itália        | 3 – 0 | Estados Unidos | 25-21 25-21 25-19       |  |
| Rússia        | 3 – 1 | Japão          | 25-15 25-22 23-25 25-18 |  |

### Grupo B
- Local: Toyama City Gymnasium em Toyama
  - Sábado 6 de novembro

|        |       |         |                         |  |
| Brasil | 3 – 1 | China   | 23-25 25-16 25-22 25-23 |  |
| Peru   | 3 – 0 | Tunísia | 25-17 25-11 25-15       |  |
| Cuba   | 3 – 1 | Croácia | 25-20 25-19 21-25 28-26 |  |

- - Domingo 7 de novembro

|        |       |         |                   |  |
| Brasil | 3 – 0 | Tunísia | 25-10 25-14 25-16 |  |
| Cuba   | 3 – 0 | Peru    | 25-19 25-23 25-18 |  |
| China  | 3 – 0 | Croácia | 25-22 27-25 26-24 |  |

## Terceira rodada

### Grupo A
- Local: Sendai City Gymnasium em Sendai
  - Quarta-feira 10 de novembro

|        |       |         |                         |  |
| Rússia | 3 – 0 | Peru    | 25-19 25-17 25-21       |  |
| Itália | 3 – 0 | Tunísia | 25-11 25-13 25-03       |  |
| Japão  | 3 – 1 | Croácia | 27-25 25-19 34-36 25-22 |  |

- - Quinta-Feira 11 de novembro

|        |       |         |                         |  |
| Rússia | 3 – 0 | Tunísia | 25-13 25-18 25-12       |  |
| Itália | 3 – 1 | Croácia | 25-23 25-19 18-25 25-23 |  |
| Japão  | 3 – 0 | Peru    | 25-22 25-19 25-13       |  |

- - Sexta-Feira 12 de novembro

|        |       |         |                         |  |
| Rússia | 3 – 0 | Croácia | 25-22 25-10 25-17       |  |
| Itália | 3 – 1 | Peru    | 25-17 25-14 23-25 25-15 |  |
| Japão  | 3 – 0 | Tunísia | 25-10 25-12 25-12       |  |

### Grupo B
- Local: Synthesis Gymnasium em Kanazawa
  - Quarta-feira 10 de novembro

|        |       |                |                         |  |
| Brasil | 3 – 0 | Argentina      | 25-22 25-15 25-17       |  |
| Cuba   | 3 – 1 | Coreia do Sul  | 19-25 35-33 25-19 25-15 |  |
| China  | 3 – 0 | Estados Unidos | 29-27 25-23 25-18       |  |

- - Quinta-feira 11 de novembro

|        |       |                |                         |  |
| Brasil | 3 – 1 | Estados Unidos | 25-19 20-25 25-15 25-14 |  |
| Cuba   | 3 – 0 | Argentina      | 25-14 25-18 25-14       |  |
| China  | 3 – 1 | Coreia do Sul  | 25-23 25-22 25-16       |  |

- - Sexta-feira 12 de novembro

|        |       |                |                         |  |
| Brasil | 3 – 0 | Coreia do Sul  | 25-21 25-23 25-12       |  |
| Cuba   | 3 – 1 | Estados Unidos | 25-12 26-24 21-25 25-13 |  |
| China  | 3 – 0 | Argentina      | 25-17 25-15 25-16       |  |

## Quarta rodada

### Grupo A
- Local: Nagoya Rainbow Hall em Nagóia
  - Domingo 14 de novembro

|        |       |        |                         |  |
| Brasil | 3 – 0 | Itália | 25-22 25-12 25-17       |  |
| Rússia | 3 – 1 | China  | 25-23 15-25 25-13 25-17 |  |
| Cuba   | 3 – 0 | Japão  | 25-23 25-14 25-17       |  |

- - Domingo 15 de novembro

|        |       |        |                               |  |
| Rússia | 3 – 2 | Brasil | 21-25 25-20 25-17 22-25 15-09 |  |
| Cuba   | 3 – 1 | Itália | 25-17 25-21 17-25 25-17       |  |
| Japão  | 3 – 0 | China  | 25-17 25-22 25-18             |  |

- - Terça-feira 16 de novembro

|        |       |        |                         |  |
| Cuba   | 3 – 0 | Rússia | 25-19 25-15 25-19       |  |
| China  | 3 – 1 | Itália | 25-20 26-24 18-25 25-21 |  |
| Brasil | 3 – 0 | Japão  | 25-22 25-11 25-20       |  |

### Grupo B
- Local: Osaka Prefectural Gymnasium em Osaka
  - Domingo 14 de novembro

|                |       |         |                               |  |
| Estados Unidos | 3 – 2 | Peru    | 22-25 25-22 29-27 17-25 15-12 |  |
| Argentina      | 3 – 0 | Tunísia | 25-09 25-23 25-11             |  |
| Coreia do Sul  | 3 – 0 | Croácia | 25-20 25-20 25-22             |  |

- - Domingo 15 de novembro

|               |       |                |                               |  |
| Croácia       | 3 – 2 | Estados Unidos | 19-25 19-25 25-21 25-20 15-08 |  |
| Peru          | 3 – 0 | Argentina      | 25-16 25-18 25-20             |  |
| Coreia do Sul | 3 – 0 | Tunísia        | 25-08 25-14 25-12             |  |

- - Terça-feira 16 de novembro

|                |       |           |                   |  |
| Estados Unidos | 3 – 0 | Tunísia   | 25-13 25-11 25-13 |  |
| Croácia        | 3 – 0 | Argentina | 25-22 25-22 25-22 |  |
| Coreia do Sul  | 3 – 0 | Peru      | 25-18 25-15 25-20 |  |

## Classificação
| Pos. | Equipe         | Pontos | Vencidos | Perdidos | SV | SP | Ratio | PV | PP | Ratio |
| ---- | -------------- | ------ | -------- | -------- | -- | -- | ----- | -- | -- | ----- |
| 1    | Cuba           | 22     | 11       | 0        | 33 | 5  | 6.600 |    |    | 1.295 |
| 2    | Rússia         | 21     | 10       | 1        | 30 | 9  | 3.333 |    |    | 1.214 |
| 3    | Brasil         | 20     | 9        | 2        | 29 | 9  | 3.625 |    |    | 1.219 |
| 4    | Coreia do Sul  | 18     | 7        | 4        | 24 | 14 | 1.714 |    |    | 1.104 |
| 5    | China          | 18     | 7        | 4        | 24 | 15 | 1.600 |    |    | 1.084 |
| 6    | Japão          | 18     | 7        | 4        | 22 | 18 | 1.222 |    |    | 1.051 |
| 7    | Itália         | 16     | 5        | 6        | 19 | 21 | 0.905 |    |    | 1.060 |
| 8    | Croácia        | 15     | 4        | 7        | 15 | 24 | 0.625 |    |    | 0.981 |
| 9    | Estados Unidos | 14     | 3        | 8        | 17 | 26 | 0.653 |    |    | 0.940 |
| 10   | Peru           | 13     | 2        | 9        | 11 | 28 | 0.392 |    |    | 0.890 |
| 11   | Argentina      | 12     | 1        | 10       | 7  | 30 | 0.233 |    |    | 0.796 |
| 12   | Tunísia        | 11     | 0        | 11       | 0  | 33 | 0.000 |    |    | 0.890 |

## Classificação final
| Colocação      | Equipe         |
| -------------- | -------------- |
| Campeão        | Cuba           |
| Vice-campeão   | Rússia         |
| Terceiro lugar | Brasil         |
| 4.             | Coreia do Sul  |
| 5.             | China          |
| 6.             | Japão          |
| 7.             | Itália         |
| 8.             | Croácia        |
| 9.             | Estados Unidos |
| 10.            | Peru           |
| 11.            | Argentina      |
| 12.            | Tunísia        |

|  | Classificado para os Jogos Olímpicos de Verão de 2000 |

| Copa do Mundo de 1999    |
| ------------------------ |
| Cuba Campeã (4.º título) |

## Premiações individuais
- Most Valuable Player:  Taismary Agüero
- Maior pontuadora:  Barbara Jelić
- Melhor atacante:  Lioubov Sokolova
- Melhor sacadora:  Taismary Agüero
- Melhor recepção:  Lioubov Sokolova
- Melhor levantadora:  Elena Vassilevskaya
- Melhor defesa:  Hiroko Tsukumo
- Melhor bloqueadora:  Mirka Francia